# 秘魯足球乙級聯賽
秘鲁甲組足球聯賽（西班牙语：Segunda División del Perú），为秘鲁足球联赛系统的第2级别。该联赛由职业足球竞技协会（Asociación Deportiva de Futbol Profesional）管理。2012赛季，该联赛由10支球队。
秘鲁足球甲级联赛经常遭受各种批评，因为赛制不够稳定。秘鲁足球乙级联赛的球队数量经常性的变动，最少的赛季只有4支球队，最多的赛季则达16支球队。